# Čurug
Pour les articles homonymes, voir Curug.
Čurug (en serbe cyrillique : Чуруг ; en hongrois : Csurog) est une localité de Serbie située dans la province autonome de Voïvodine. Elle fait partie de la municipalité de Žabalj dans le district de Bačka méridionale. Au recensement de 2011, elle comptait 7 940 habitants.

## Géographie
Čurug, officiellement classé parmi les villages de Serbie, est situé au sud-est de la Bačka, dans une boucle de la Tisa. Elle se trouve à proximité de Bačko Gradište (au nord), Kumane et Novi Bečej (au nord-est), Taraš (à l'est), Gospođinci (au sud), Temerin (au sud-ouest), Nadalj (au nord-ouest) et Žabalj (sud-sud-est).

## Histoire
Čurug est mentionnée pour la première fois en 1238, ce qui en fait une des localités les plus anciennes de la Voïvodine.
Plusieurs sites archéologiques sont situés à proximité du village, datant de l'Empire romain ou du haut Moyen Âge. Les vestiges d'un établissement slave, datant des IXe et Xe siècles, a également été mis au jour  ainsi que ceux d'une localité serbe du XVe siècle.
En 1942, pendant l'occupation hongroise, 893 habitants y ont été tués.

## Démographie

### Évolution historique de la population
| 1948  | 1953  | 1961  | 1971  | 1981  | 1991  | 2002  | 2011  |
| ----- | ----- | ----- | ----- | ----- | ----- | ----- | ----- |
| 7 928 | 8 466 | 9 469 | 9 336 | 9 231 | 8 987 | 8 882 | 7 940 |

|  |

## Personnalités
Le peintre Teodor Ilić Češljar (1746-1793), le compositeur Petar Konjović (1883-1970) ainsi que le footballeur Zdravko Rajkov (1927-2006) sont nés à Čurug. La sculptrice Mira Jurišić (1928-1998) y est également née.